# Grand Prix automobile de Suède 1973
Résultats du Grand Prix de Suède de Formule 1 1973 qui a eu lieu sur le circuit de Scandinavie à Anderstorp près de Jönköping le 17 juin 1973.

## Classement
| Pos  | N° | Pilote               | Écurie            | Tours | Temps/Abandon       | Grille | Points |
| ---- | -- | -------------------- | ----------------- | ----- | ------------------- | ------ | ------ |
| 1    | 7  | Denny Hulme          | McLaren-Ford      | 80    | 1 h 56 min 46 s 049 | 6      | 9      |
| 2    | 2  | Ronnie Peterson      | Lotus-Ford        | 80    | +4 s 039            | 1      | 6      |
| 3    | 6  | François Cevert      | Tyrrell-Ford      | 80    | +14 s 667           | 2      | 4      |
| 4    | 10 | Carlos Reutemann     | Brabham-Ford      | 80    | +18 s 068           | 5      | 3      |
| 5    | 5  | Jackie Stewart       | Tyrrell-Ford      | 80    | +25 s 998           | 3      | 2      |
| 6    | 3  | Jacky Ickx           | Ferrari           | 79    | + 1 tour            | 8      | 1      |
| 7    | 8  | Peter Revson         | McLaren-Ford      | 79    | + 1 tour            | 7      |        |
| 8    | 15 | Mike Beuttler        | March-Ford        | 78    | + 2 tours           | 21     |        |
| 9    | 19 | Clay Regazzoni       | BRM               | 77    | + 3 tours           | 12     |        |
| 10   | 24 | Carlos Pace          | Surtees-Ford      | 77    | + 3 tours           | 16     |        |
| 11   | 25 | Howden Ganley        | Iso Marlboro-Ford | 77    | + 3 tours           | 11     |        |
| 12   | 1  | Emerson Fittipaldi   | Lotus-Ford        | 76    | Boîte de vitesses   | 4      |        |
| 13   | 21 | Niki Lauda           | BRM               | 75    | + 5 tours           | 15     |        |
| 14   | 16 | George Follmer       | Shadow-Ford       | 74    | + 6 tours           | 19     |        |
| Abd. | 20 | Jean-Pierre Beltoise | BRM               | 57    | Moteur              | 9      |        |
| Abd. | 17 | Jackie Oliver        | Shadow-Ford       | 50    | Suspension          | 17     |        |
| Abd. | 23 | Mike Hailwood        | Surtees-Ford      | 41    | Pneumatique         | 10     |        |
| Abd. | 14 | Jean-Pierre Jarier   | March-Ford        | 38    | Accélérateur        | 20     |        |
| Abd. | 12 | Graham Hill          | Shadow-Ford       | 16    | Allumage            | 18     |        |
| Abd. | 11 | Wilson Fittipaldi    | Brabham-Ford      | 0     | Accident            | 12     |        |
| Abd. | 27 | Reine Wisell         | March-Ford        | 0     | Suspension          | 14     |        |

Légende :
- Abd.=Abandon

## Pole position et record du tour
- Pole position : Ronnie Peterson en 1 min 23 s 810 (vitesse moyenne : 172,590 km/h).
- Tour le plus rapide : Denny Hulme en 1 min 26 s 146 au 7e tour (vitesse moyenne : 167,910 km/h).

## Tours en tête
- Ronnie Peterson 78 (1-78)
- Denny Hulme 2 (79-80)

## À noter
- 7e victoire pour Denny Hulme.
- 6e victoire pour McLaren en tant que constructeur.
- 58e victoire pour Ford en tant que motoriste.